# 村尾修
村尾 修（むらお おさむ、1965年（昭和40年） - ）は、日本の工学者、都市計画家、一級建築士、東北大学災害科学国際研究所教授。専門は防災対策。地域安全学会会長。

## 略歴
横浜市に生まれる。1989年（平成元年）、横浜国立大学工学部建設学科卒業後、1992年（平成4年）、同大学大学院工学研究科博士前期課程に進学し、1995年（平成7年）、同博士後期課程を単位取得後退学する。同年、株式会社防災都市計画研究所研究員となり、翌1996年（平成8年）、東京大学生産技術研究所助手に転属。2000年（平成12年）に筑波大学社会工学系講師として着任。以降、2005年（平成17年）、筑波大学大学院システム情報工学研究科助教授、2007年（平成19年）同准教授、2011年（平成23年）に筑波大学システム情報系准教授を歴任する。2013年（平成25年）、東北大学災害科学国際研究所教授。2020年（令和2年）地域安全学会会長。

## 受賞歴
主な受賞歴等は下記の通り。
- 2014年 - 2014年日本建築学会賞受賞（論文）[3]
- 2012年 - 平成23年度筑波大学システム情報系教育貢献賞
- 2011年 - こども環境学会　子どもが元気に育つまちづくり　東日本大震災復興プラン国際提案競技　銀賞（優秀賞）（作品名：記憶の街と夢の結晶プロジェクト　―被災者と子どもたちのための7つの物語―）
- 2002年 - 日本建築学会奨励賞／同梅村魁賞（対象論文：兵庫県南部地震における建物被害の自治体による調査法の比較検討）
- 1990年 - 横浜市鶴見まちづくりコンペ優秀賞（作品名：6 Bridge Stories）